# Birjutsch
Birjutsch (russisch Бирю́ч; ukrainisch Бирюч Byrjutsch) ist eine Kleinstadt in der Oblast Belgorod (Russland) mit 7846 Einwohnern (Stand 14. Oktober 2010).

## Geografie
Die Stadt liegt knapp 130 km (Luftlinie) östlich der Oblasthauptstadt Belgorod an der Tichaja Sosna, einem rechten Nebenfluss des Don.
Birjutsch ist Verwaltungszentrum des Rajons Krasnogwardeiski.

## Geschichte
Der Ort wurde am 8. März 1705 vom Kosaken Iwan Medkow unter dem heutigen Namen gegründet, benannt nach der Schlucht Birjutschja Jaruga. Am 29. Dezember 1779 erhielt er die Stadtrechte als Verwaltungszentrum eines Ujesds des Gouvernements Woronesch. Bis zum Anfang des 20. Jahrhunderts blieb das Städtchen dank seiner günstigen Lage am Schnittpunkt der Straßen von Woronesch nach Waluiki und von Ostrogoschsk nach Nowy Oskol regional bedeutsames Handwerks- und Handelszentrum. Nach dem Bau der Eisenbahnstrecke Charkow – Pensa Ende des 19. Jahrhunderts verlagerte sich der wirtschaftliche Schwerpunkt des Ujesds in das 20 km östlich gelegene Alexejewka, das folgerichtig 1918 auch Verwaltungszentrum wurde.
Am 6. Mai 1922 (nach anderen Angaben bereits am 27. Januar 1919) wurde Birjutsch zu Ehren des Heerführers Semjon Budjonny in (Sloboda) Budjonnaja (später auch Budjonny oder (Selo) Budjonnoje) umbenannt und verlor zugleich die Stadtrechte. Im Juli 1928 wurde es Verwaltungszentrum eines neu gegründeten, gleichnamigen Rajons.
Im Zweiten Weltkrieg wurde Budjonnoje Anfang Juli 1942 von der deutschen Wehrmacht besetzt und im Januar 1943 von Truppen der Woronescher Front der Roten Armee im Rahmen der Operation Ostrogoschsk-Rossosch zurückerobert.
Am 8. Januar 1958 erhielten Ort und Rajon den Namen Krasnogwardeiskoje (von russisch Krasnaja Gwardija für Rote Garde). 1975 wurde dem Ort wieder der Status einer Siedlung städtischen Typs verliehen.
2005 wurde aus Anlass der 300-Jahr-Feier des Ortes die erneute Verleihung des Stadtrechts unter dem historischen Namen Birjutsch beschlossen und durch Beschluss der Staatsduma vom 17. Januar 2007 umgesetzt.

### Bevölkerungsentwicklung

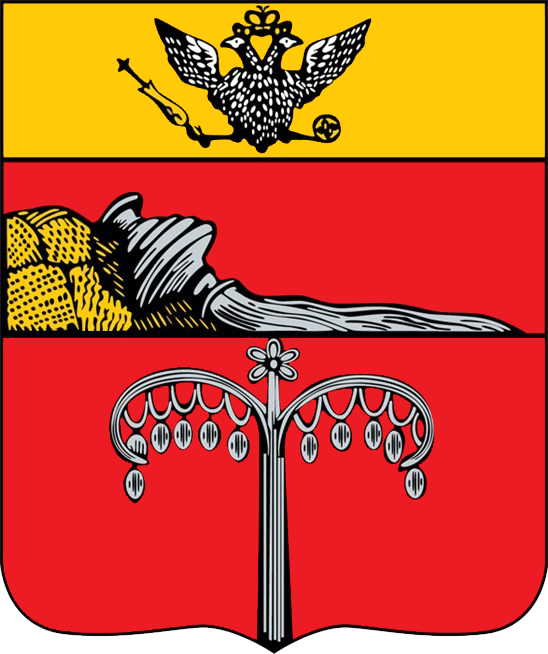
Altes Stadtwappen von Birjutsch (1781)

| Jahr | Einwohner |
| ---- | --------- |
| 1897 | 13.081    |
| 1939 | 2.527     |
| 1959 | 2.306     |
| 1970 | 7.559     |
| 1979 | 7.952     |
| 1989 | 8.798     |
| 2002 | 8.079     |
| 2010 | 7.846     |

Anmerkung: Volkszählungsdaten

## Kultur und Sehenswürdigkeiten
In Birjutsch sind die Metrophanes-Kirche (Митрофановская церковь/Mitrofanowskaja zerkow) und die Gottesmutter-Geburts-Kirche (церковь Рождества Богородицы/zerkow Roschdestwa Bogorodizy) sowie eine Reihe von Gebäuden aus dem 19. Jahrhundert erhalten, so die „Handelsreihen“ und das Gebäude der Semstwoverwaltung.
In der Nähe sind Überreste der Belgoroder Verteidigungslinie aus dem 17. Jahrhundert zu finden, errichtet entlang der damaligen Südgrenze des Russischen Reiches.
Die Stadt besitzt ein Heimatmuseum.

## Wirtschaft und Infrastruktur
In Birjutsch gibt es Betriebe der Lebensmittelindustrie (Molkerei, Konservenfabrik, Großbäckerei) und der Baumaterialienwirtschaft.
Die gleichnamige Eisenbahnstation Birjutsch liegt 13 km südlich der Stadt an der auf diesem Abschnitt 1895 eröffneten Strecke Charkiw – Waluiki – Balaschow – Pensa (Streckenkilometer 50 ab Waluiki). Die Regionalstraße R185 Belgorod – Korotscha – Nowy Oskol – Alexejewka – Rossosch umgeht die Stadt nördlich.

## Persönlichkeiten
- Jewgeni Pawlowski (1884–1965), Zoologe (Entomologe); Direktor des Zoologischen Instituts der Akademie der Wissenschaften der Sowjetunion (1942–1962), Präsident der Geographischen Gesellschaft der UdSSR (1952–1964); geboren in Birjutsch